# Motanul Larry

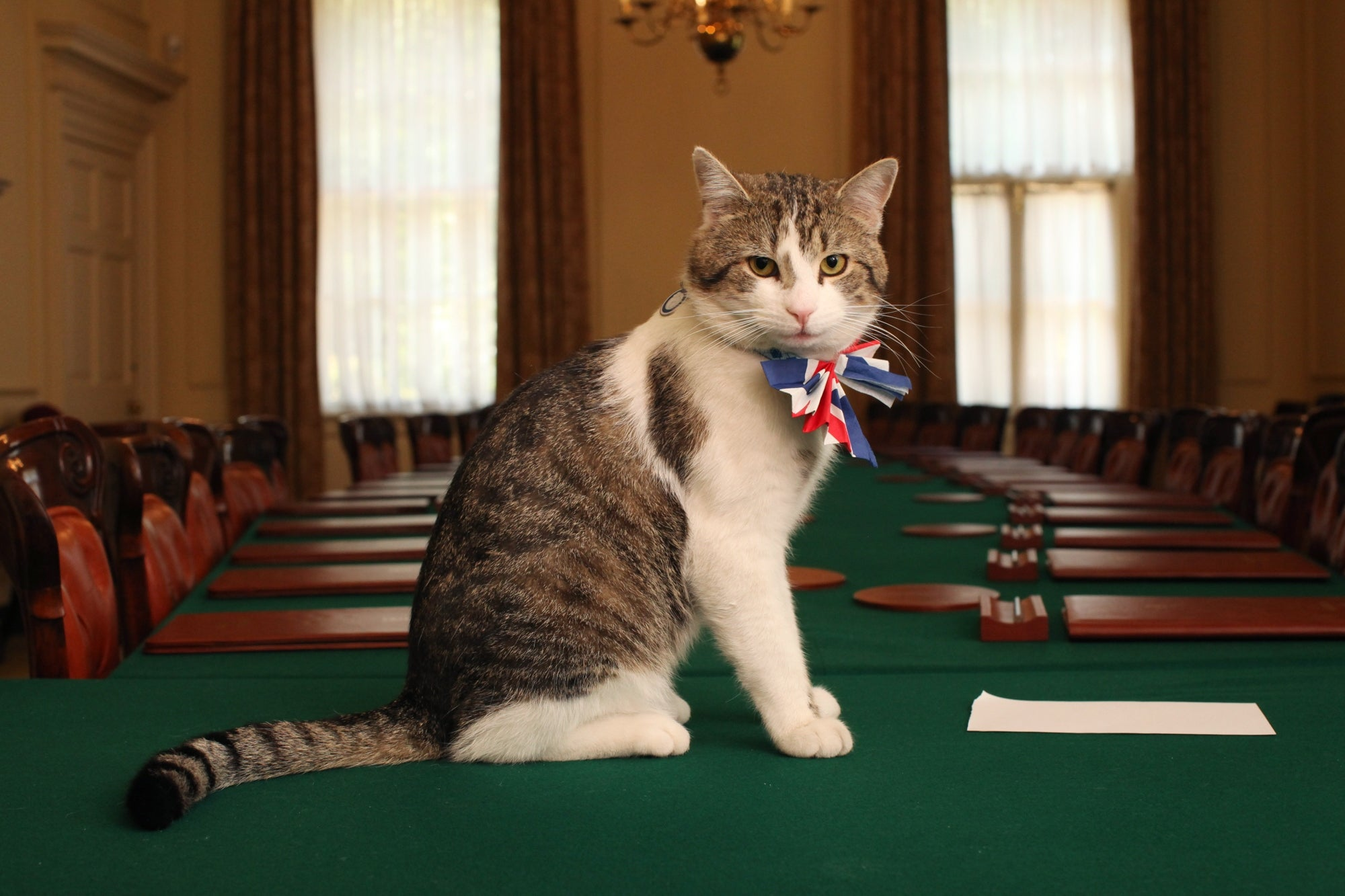
Larry la „locul de muncă”

Larry este un motan care locuiește în Londra, la 10 Downing Street, deținând în prezent funcția oficială de Chief Mouser⁠(d) („prinzător de șoareci șef”) la Cabinet Office⁠(d). Este un motan cu blana tărcată și cu pete albe, despre care se crede că s-a născut în ianuarie 2007. Până în iulie 2016, când Theresa May a devenit prim-ministru, el și-a dezvoltat o reputație de a fi „violent” în interacțiunile sale cu alți „mouseri” locali, în special cu mai tânărul motan Palmerston de la Foreign Office⁠(d).

## Atribuții oficiale
Site-ul oficial al 10 Downing Street descrie îndatoririle lui Larry ca fiind „salutarea oaspeților casei, inspecția apărărilor de securitate și testarea mobilierului antic pentru a se asigura de calitatea acestora pentru moțăire”. Același site spune că „Larry are în vedere o soluție pentru lichidarea șoarecilor din casă” și că o astfel de soluție se află încă în „stadiul de planificare tactică”.
Spre deosebire de predecesorii săi din 1929 și până în prezent, întreținerea lui Larry este finanțată de personalul din 10 Downing Street. Se consideră că evenimentele de strângere de fonduri pentru plata alimentelor sale au inclus o noapte de testare pentru personalul din Downing Street, ținută în camerele de ceremonii.

## Sosirea în Downing Street
Larry este o pisică vagaboandă salvată de la Battersea Dogs and Cats Home, care a fost aleasă de personalul din Downing Street. Larry era destinat să fie un animal de companie pentru copiii lui David Cameron și Samantha Cameron și a fost descris de sursele din Downing Street drept un „bun șoricar” și având „un evident instinct de vânătoare”. În 2012, Battersea Dogs and Cats Home a dezvăluit că popularitatea lui Larry a dus la o majorare cu 15% a numărului de persoane care au adoptat pisici de la această organizație. 
La scurt timp după ce a fost dus în Downing Street, în presă a apărut o poveste care susține că Larry era o pisică pierdută și că proprietarul inițial a început o campanie pentru a-l recupera. Cu toate acestea, povestea a fost dezvăluită mai târziu a fi o farsă și nu a existat niciun astfel de proprietar și nicio campanie.

## Activitatea sa ca Chief Mouser

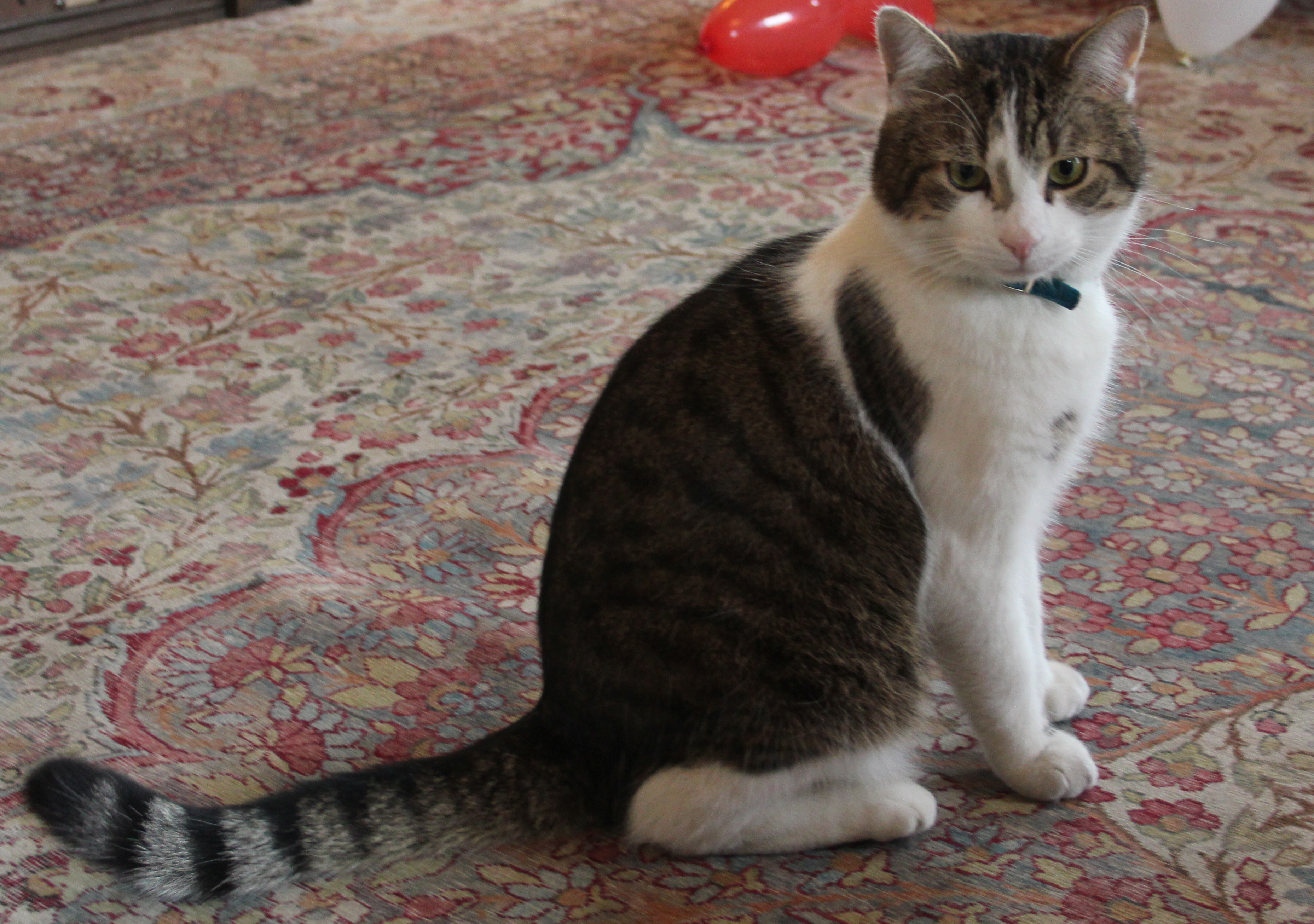
Larry în postura sa de Chief Mouser

La o lună de la sosirea sa pe Downing Street, surse anonime l-au descris pe Larry ca având „o evidentă lipsă de instinct de prădător”. El a reușit primul său „omor” recunoscut - un șoarece - la 22 aprilie 2011. Mai târziu, în același an, s-a dezvăluit faptul că petrece mai mult timp dormind decât la vânătoare de șoareci și că preferă compania unei pisici femele, Maisie. La un moment dat, în 2011, șoarecii s-au înmulțit atât de mult în reședința oficială din 10 Downing Street, încât prim-ministrul a recurs la gestul de a arunca o furculiță într-unul din aceștia, în timpul unei mese oficiale. La 28 august 2012, Larry a reușit prima sa „ucidere” publică, depunându-și prada pe gazonul din fața reședinței.
Larry a fost aproape de a fi concediat din funcția sa în anul 2012, când nu a reușit să reacționeze la un șoarece observat în biroul lui David Cameron. Lipsa sa de instinct criminal i-a adus și porecla Lazy Larry („Larry cel leneș”) de către presa tabloidă. În consecință, în luna septembrie a aceluiași an, pisica Freya a fost desemnată să împartă cu Larry rolul de Chief Mouser la sediul guvernului din 10 Downing Street. 
În octombrie 2013, Larry a prins patru șoareci în două săptămâni, iar un membru al personalului a salvat un alt șoarece din ghearele sale.
În iulie 2015, miniștrii George Osborne și Matthew Hancock⁠(d) au încolțit un șoarece în biroul ministrului de finanțe, prinzându-l într-o pungă pentru sandvișuri de hârtie maro. Presa a glumit, scriind că ministrul finanțelor ar putea prelua și funcția de Chief Mouser.
David Cameron a explicat în cadrul unei ședințe a Camerei Comunelor din 2016 că Larry este funcționar public și nu proprietate personală, deci nu va părăsi Downing Street după o schimbare de premier. Partidul Laburist a confirmat că, în cazul venirii la putere a unui guvern laburist, Larry va rămâne în funcția de Chief Mouser.

## Relațiile cu politicienii

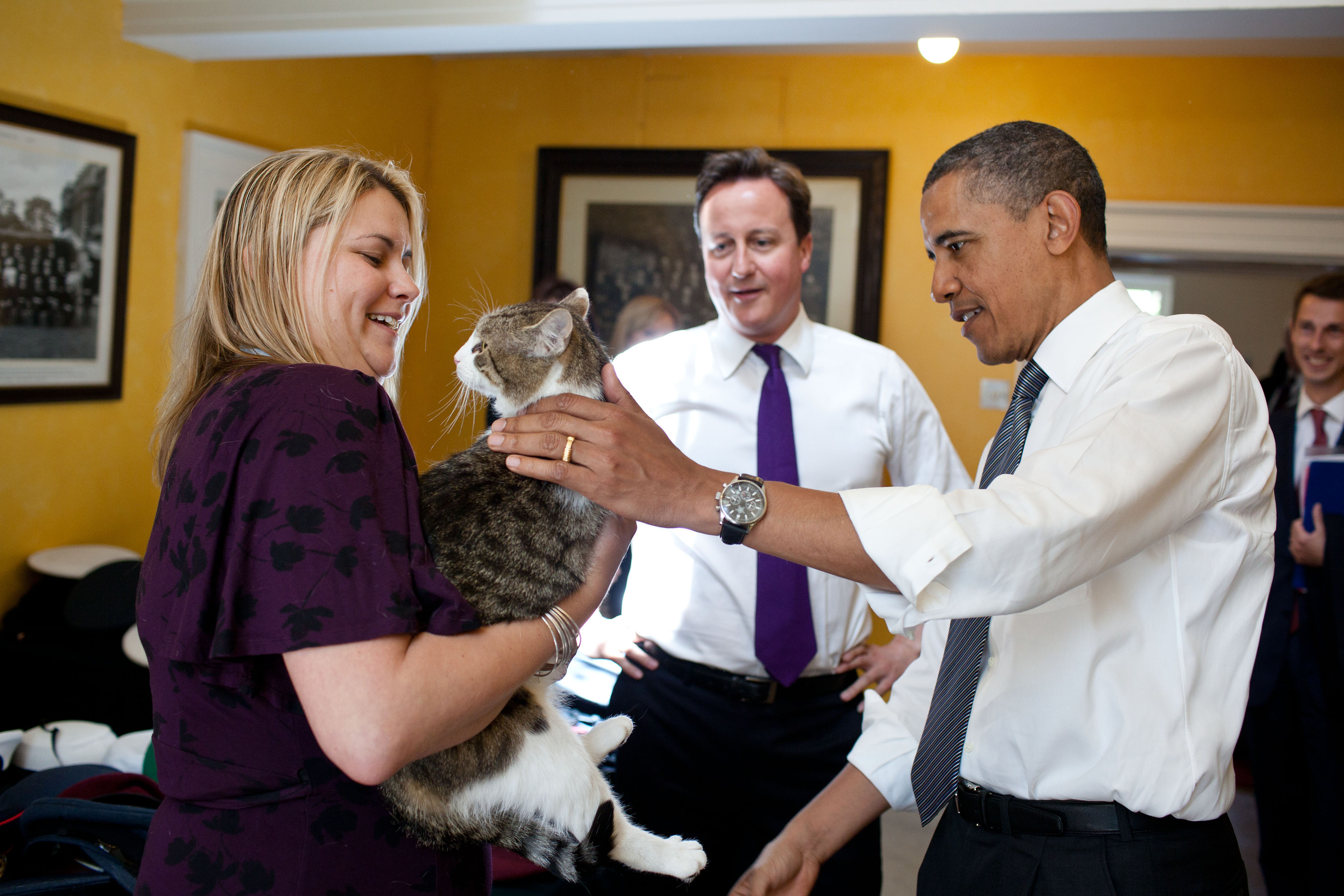
Larry cu Barack Obama și David Cameron

David Cameron a spus că Larry este „un pic nervos” în jurul bărbaților, speculând că, din moment ce Larry era un motan salvat, acest lucru se poate datora experiențelor negative din trecutul său. Cameron a menționat că Barack Obama este o excepție de la această teamă a lui Larry, spunând: „Destul de plăcut, i-a plăcut lui Obama. Obama l-a dezmierdat și totul a fost în regulă”.

## Relațiile cu alte animale
În iunie 2012, ministrul de finanțe⁠(d) George Osborne și-a regăsit pisica pierdută mai demult, Freya, pe care a mutat-o în 10 Downing Street. Freya și Larry au stabilit rapid relații aparent cordiale, deși cele două pisici au fost văzute luptându-se. Freya părea a fi pisica dominantă și mai eficientă, pe care zilele ei de vagabondaj o întăriseră. În noiembrie 2014, Freya a părăsit Downing Street, lăsându-l pe Larry singurul responsabil cu vânarea șoarecilor.
În 2014, George Osborne a adus și un câine  de companie, Lola. Personalul de serviciu din Downing Street a anunțat că Lola s-a descurcat bine cu Larry și Freya. 
În aprilie 2016, un nou vecin felin, Palmerston, s-a mutat la Foreign Office⁠(d) (Ministerul de Externe al Regatului Unit). Deși păreau a se înțelege bine, Larry și Palmerston s-au luptat în numeroase ocazii.  Se spera totuși ca Palmerston și Larry să instituie un „modus vivendi”. În luna iulie din acel an, Palmerston a intrat în clădirea din 10 Downing Street și a trebuit să fie evacuat forțat de către personalul de securitate. În septembrie 2016, Lordul Blencathra (David Maclean) a înaintat o interpelare în Camera Lorzilor relativă la faptul că guvernul nu a plătit factura de la veterinar a lui Larry pentru o rănire într-o luptă împotriva lui Palmerston și a cerut în mod expres ca guvernul să restituie personalului de la 10 Downing Street banii pe care aceștia îi plătiseră pentru îngrijirea lui Larry. Baroneasa Chisholm of Owlpen, purtătorul de cuvânt al guvernului din Camera Lorzilor, a declarat: „Costurile au fost suportate de personal prin donații voluntare, datorită afecțiunii lor pentru Larry”.
La 1 august 2016, potrivit fotografului Steve Beck, Larry a avut „cea mai brutală luptă” cu Palmerston pe treptele de la intrarea în 10 Downing Street. În timpul luptei, Larry și-a pierdut zgarda, în timp ce Palmerston a suferit mai multe zgârieturi adânci și s-a ales cu o ureche sfâșiată.
În septembrie 2019, un nou câine, Dilyn, a fost adus în 10 Downing Street. Cei de la Battersea Dogs and Cats Home s-au oferit să medieze o conviețuire pașnică între Larry și Dilyn.
În octombrie 2022, Larry a fost filmat în timp ce izgonea o vulpe din fața reședinței oficiale a premierului britanic, scria The Guardian. În filmarea respectivă, Larry este surprins în timp ce pândește o vulpe care ajunsese în mod surprinzător pe faimoasa stradă Downing Street. Pe măsură ce motanul se apropie, vulpea se retrage, iar la un moment dat se ascunde într-un tufiș. Larry își ia avânt și sare în tufiș, iar vulpea speriată o ia la fugă. După ce a izgonit vulpea, Larry a abandonat urmărirea.

## Teritoriu
În 2011, lui Larry i-a fost interzis accesul în unele dintre camerele prim-ministrului din 10 Downing Street, deoarece părul din blana lui strica hainele premierului. 
În februarie 2013, la Foreign Office (Ministerul Afacerilor Externe) a fost montată o „barieră” împotriva pisicilor, pentru a-i împiedica pe Larry și pe Freya să intre în birourile ministerului, după ce s-au primit plângeri din partea membrilor personalului care aveau alergii. Ulterior, William Hague, secretar de stat pentru afaceri externe și Commonwealth, a cerut ca acea barieră să fie înlăturată. 
David Blunkett, fost Home Secretary (ministru de interne), a sugerat în decembrie 2015 să i se ceară lui Larry să-și crească responsabilitățile, astfel încât să includă în teritoriul său de combatere a rozătoarelor și Palatul Westminster, care la acea vreme era năpădit de șoareci.

## Premii și recunoaștere
Larry a fost onorat cu o placă albastră la Battersea Dogs and Cats Home în octombrie 2012.

## În cultura populară
În 2011, James Robinson, fost jurnalist la The Guardian, a publicat cartea Larry Diaries: Downing Street – the First 100 Days („Jurnalul lui Larry: Downing Street - Primele 100 de zile”).
Ziarul The Daily Telegraph a publicat o galerie de imagini pentru a sărbători primii doi ani ai lui Larry în funcția de Chief Mouser.
În 2012, Larry era vizibil pe Google Street View pe Downing Street, la numărul 10, dormind lângă ușa principală.
Aventurile și observațiile lui Larry despre viața sa la 10 Downing Street au devenit subiectul unei serii săptămânale de desene (cartoon), în Daily Express, realizate de caricaturistul Ted Harrison.
La 15 februarie 2021, Larry a fost sărbătorit cu ocazia împlinirii a zece ani de serviciu la Downing Street nr. 10. În acești zece ani, s-au succedat trei premieri, iar Regatul Unit a parcurs calea dificilă a Brexitului. Jurnalistul James Robinson a scris o biografie, The Larry Diaries, pentru vestitul motan. De asemenea, Larry are un profil neoficial pe Twitter, @Number10cat, urmărit de peste 433.000 de persoane. Intervievat de France Presse, administratorul profilului a declarat că el este doar un simplu purtător de cuvânt și că se limitează să „raporteze fidel gândurile lui Larry”, de genul: „Primul lucru pe care țin să-l reamintesc este că eu locuiesc aici permanent, politicienii doar coabitează cu mine până când sunt concediați”, sau „Mai devreme sau mai târziu toată lumea va înțelege că eu sunt cel care comandă aici”.